# Corriente telúrica

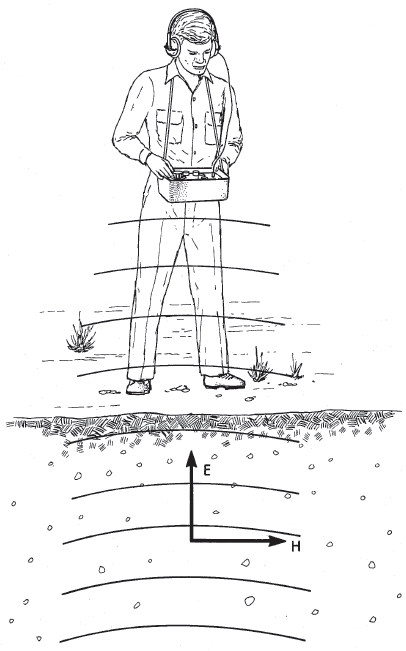
Corriente telúrica

Una corriente telúrica (del latín tellūs, "tierra"), o corriente terrestre,  es una corriente eléctrica que se mueve bajo tierra o a través del mar. Las corrientes telúricas son el resultado tanto de causas naturales como de la actividad humana, y las corrientes discretas interactúan en un patrón complejo. Las corrientes son de frecuencia extremadamente baja y viajan por grandes áreas en o cerca de la superficie de la Tierra.

## Descripción
Las corrientes telúricas son fenómenos observados en la corteza y el manto terrestre. En septiembre de 1862, se llevó a cabo un experimento para abordar específicamente las corrientes terrestres en los Alpes de Munich (Lamont, 1862). Incluidos los procesos menores, existen al menos 32 mecanismos diferentes que provocan corrientes telúricas. Las más fuertes son las corrientes inducidas principalmente geomagnéticamente, que son inducidas por cambios en la parte exterior del campo magnético de la Tierra, que generalmente son causados por interacciones entre el viento solar y la magnetosfera o los efectos de la radiación solar en la ionosfera. Las corrientes telúricas fluyen en las capas superficiales de la tierra. El potencial eléctrico en la superficie de la Tierra se puede medir en diferentes puntos, lo que permite calcular las magnitudes y direcciones de las corrientes telúricas y, por tanto, la conductancia de la Tierra. Se sabe que estas corrientes tienen características diurnas en las que la dirección general del flujo es hacia el sol. Las corrientes telúricas se mueven continuamente entre los lados de la tierra iluminados y sombreados, hacia el ecuador del lado de la tierra que mira hacia el sol (es decir, durante el día) y hacia los polos del lado nocturno del planeta.
Tanto el método telúrico como el magnetotelúrico se utilizan para explorar la estructura debajo de la superficie de la Tierra (como en la prospección industrial). Para la exploración minera, los objetivos son cualquier estructura del subsuelo con una resistencia distinguible en comparación con su entorno. Los usos incluyen exploración geotérmica, exploración minera, exploración de petróleo, mapeo de zonas de fallas, exploración y monitoreo de aguas subterráneas, investigación de cámaras de magma e investigación de límites de placas tectónicas. Las baterías de tierra aprovechan una corriente útil de bajo voltaje de las corrientes telúricas y se utilizaron para sistemas de telégrafo desde la década de 1840.
En la actividad de prospección industrial que utiliza el método de la corriente telúrica, los electrodos se ubican correctamente en el suelo para detectar la diferencia de voltaje entre ubicaciones causada por las corrientes telúricas oscilatorias. Se reconoce que existe una ventana de baja frecuencia (LFW) cuando las corrientes telúricas atraviesan los sustratos terrestres. En las frecuencias del LFW, la tierra actúa como conductor.

## En ficción
En la novela de William Hope Hodgson The Night Land, la "Corriente de la Tierra", una poderosa corriente telúrica, es la fuente de energía del Último Reducto, el hogar arqueológico del hombre después de la muerte del Sol. La Corriente Terrestre de Hodgson es una fuerza espiritual y eléctrica que protege a los monstruos de las Tierras Nocturnas.
La trama principal de la novela El péndulo de Foucault de Umberto Eco gira en torno a la búsqueda del Umbilicus Mundi (en latín: "El ombligo del mundo"), el místico "Centro de la Tierra" que se supone que es un cierto punto desde donde una persona podría controlar las energías y formas de la Tierra, reformándola así a voluntad. La novela lleva esto aún más lejos al sugerir que monumentos como la Torre Eiffel no son más que antenas gigantes para catalizar estas energías.
Las corrientes telúricas también son utilizadas como medio de viaje por la mujer Hsien-Ko y sus secuaces en la novela "Missing Adventures" de Doctor Who, La sombra de Weng-Chiang, de David A. McIntee.
En la serie de Matthew J. Kirby, la gravedad oscura, los lugares donde hay muchas corrientes telúricas tienen concentradores, que extraen energía de la tierra y la entregan a un planeta deshonesto que está alejando la tierra del sol haciendo que la tierra se congele.
Las corrientes telúricas, a lo largo de lo que son efectivamente líneas ley, se descubre que son un medio de comunicación misteriosa en Mason y Dixon de Thomas Pynchon, y están asociadas con la subtrama chino-jesuita del libro. 
En la novela de Michel Houellebecq La posibilidad de una isla, se afirma que la literatura de la Nueva Era generalmente considera que los seres humanos son especialmente sensibles a las corrientes telúricas que subyacen a las áreas volcánicas y que incitan a la promiscuidad sexual.
En la serie de televisión de Teen Wolf, las corrientes telúricas se utilizan como fuente de energía emitida por Nemeton, un antiguo lugar de culto para los druidas. El darach usa las corrientes telúricas para moverse de un lugar a otro, matando a cada víctima en el centro de cada corriente, el Nemeton.

## Otras lecturas
- "Telluric current"   A Dictionary of Earth Sciences. Ed. Ailsa Allaby and Michael Allaby. Oxford University Press, 1999.
- Lanzerotti, Louis J.; Gregori, Giovanni P. (1986). «Chapter 16: Telluric Currents: The Natural Environment and Interactions with Man-made Systems». The Earth's Electrical Environment. US National Academies Press, Commission on Physical Sciences, Mathematics and Applications. ISBN 0-309-03680-1. Archivado desde el original|urlarchivo= requiere |url= (ayuda) el 10 de octubre de 2004. Consultado el 15 de mayo de 2021.
- Wait, J.R., "On the relation between telluric currents and the earth’s magnetic field", Geophysics, 19, 281–289, 1954.
- Gideon, D. N., A. T. Hopper, and R. E. Thompson, "Earth current effects on buried pipelines : analysis of observations of telluric gradients and their effects". Battelle Memorial Institute and the American Gas Association. New York, 1970.
- Seeley, Robert L., Tippens, C. L., and Hoover, Donald B., "Circuitry of the U.S.G.S. telluric profiler". U.S. Geological Survey open-file report ; 87-332, Denver, Colo. : U.S. Dept. of the Interior, Geological Survey.
- Berdichevskiĭ, Mark Naumovich, "Elektricheskaya razvedka metodom telluricheskikh tokov". Boston Spa, Yorkshire : National Lending Library for Science and Technology, 1963. LCCN 921403388 (Tr., "Electrical surveying by means of telluric currents"; Translation by J.E.S. Bradley)
- Hoover, Donald B., Pierce, H. A.,  and Merkel, D. C., "Telluric traverse and self potential data release in the vicinity of the Pinson Mine, Humboldt County, Nevada". U.S. Geological Survey open-file report; 86-341.  U.S. Dept. of the Interior, Geological Survey, 1986.